# Manuel Tschernik
Manuel Tschernik (* 1. Oktober 1992 in Würselen) ist ein deutscher Film- und Fernsehschauspieler.

## Leben
Manuel Tschernik schloss seine Schulausbildung 2012 mit der Fachhochschulreife an der Mies-van-der-Rohe-Schule in Aachen ab und begann zunächst in Aachen eine Ausbildung zum Koch. Bereits während seiner Zeit an der Mies-van-der-Rohe-Schule spielte er in der schuleigenen Theatergruppe rohestheater mit.
Sein Schauspielstudium absolvierte er von 2014 bis 2018 an der Universität der Künste in Berlin. Während seiner Ausbildung trat er im „Theater Discounter“ in Berlin und am Hans-Otto-Theater in Potsdam auf. Tschernik arbeitet als Schauspieler für Film und Fernsehen.
Mit der ZDF-Produktion Ku’damm 56 (2016), in der er eine kleine Rolle als Tanzschüler Herr Sebastian übernahm, begann seine Fernsehkarriere. In der Netflix-Serie Dogs of Berlin (2018) spielte Tschernik eine durchgehende Nebenrolle als Drogenfahnder Basti. In der 4. Staffel der Fernsehserie In aller Freundschaft – Die jungen Ärzte (2019) hatte er eine Episodenhauptrolle als Feuerwehrmann Kai Richter, der mit Müller’schen Derivaten in die Klinik eingeliefert wird.
Beim Rundfunk Berlin-Brandenburg (rbb) war er Sprecher in mehreren Hörspielproduktionen und arbeitete auch als Synchronsprecher. Als Werbedarsteller wirkte er in Spots von Otto und McDonald’s mit. Er ist auch mit Improvisationstheater, als Märchen- und Geschichtenerzähler sowie als professioneller Vorleser aktiv.
Zu seinen Interessen gehören Judo, Thai Chi, Stockkampf und Bodybuilding. Er lebt in Berlin.

## Filmografie (Auswahl)
- 2016: Ku’damm 56 (Fernsehfilm)
- 2017: Der Hauptmann (Synchron)
- 2018: Homeland (Fernsehserie, Synchron)
- 2018: Dogs of Berlin (Fernsehserie, Serienrolle)
- 2019: In aller Freundschaft – Die jungen Ärzte: Rollenmuster (Fernsehserie, Episodenhauptrolle)

## Hörspiele (Auswahl)
- 2017: Georg Büchner: Leonce und Lena – Bearbeitung und Regie: Marion Hirte; Oliver Sturm
- 2017: Malte Abraham, Simon-Philipp Gärtner, Franziska vom Heede, Sophia Hembeck, Rinus Silze, Teresa Thomasberger, Lars Werner: Rolls-Royce Revolution. Auf den Straßen von St. Petersburg – Dramaturgie und Regie: Mareike Maage (Ein Projekt des 13. Jahrgangs Szenisches Schreiben der  UdK Berlin)